# 정덕희
정덕희(鄭德姬, 1956년 2월 10일 ~ )는 대한민국의 시인 겸 평생교육원 강사다.

## 학력
- 예산여자고등학교 (졸업)

## 방송 출연
- KBS1 《TV쇼 진품명품》 - 쇼감정단 패널
- KBS 《TV는 사랑을 싣고》 - 패널
- MBN 《속풀이쇼 동치미》 - 패널
- MBN 《아궁이》 - 패널

## 저서

### 시집
- 《변신하는 여자》 (1994년)
- 《희망》 (1996년)

### 수필
- 《변신하는 여자》 (1994년)
- 《신세대 여사원의 예절》 (1996년)
- 《부드러운 여자가 남자를 지배한다》 (1997년)